# Samariu
Samariu (simbol Sm) este elementul chimic cu numărul atomic 62. Este un metal destul de tare și argintiu care se oxidează rapid în aer. Fiind un membru obișnuit al seriei lantanidelor, samariul are de obicei starea de oxidare +3. Sunt cunoscuți, de asemenea, și compuși de samariu divalent, cei mai notabili dintre ei fiind monoxidul de samariu SmO, monocalcogenii de samariu SmS, SmSe și SmTe, precum și iodura de samariu (II). Cel din urmă este un agent reducător în sinteza chimică. Samariul nu are niciun rol biologic semnificativ, fiind doar puțin toxic.
Samariul a fost descoperit de către chimistul francez Paul Emile Lecoq de Boisbaudran în 1879 și denumit după mineralul samarskit, din care a fost izolat. Mineralul în sine a fost numit mai devreme după un rus, colonelul Vasili Samarsky-Bykhovets, care a devenit astfel prima persoană a cărui nume a fost folosit pentru denumirea unui element chimic, cu toate să acest lucru a fost făcut indirect. Deși clasificat ca pământ rar, samariul este al 40-lea cel mai abundent element chimic din crusta Pământului și este mult mai comun ca alte metale ca staniul. Samariul se găsește în concentrație mai mare de 2,8% în unele minerale ca ceritul, gadolinitul, samarskitul, monazitul și bastnäsitul, ultimele două fiind cele mai comune surse comerciale ale elementului. Aceste minerale sunt cel mai adesea găsite în China, Statele Unite ale Americii, Brazilia, India, Sri Lanka și Australia; China este de departe liderul mondial la mineritul și producția de samariu.
Cea mai mare aplicație comercială a samariului este în magnetul samariu-cobalt, dar care este inferior ca magnetizare permanentă doar magnetului cu neodim; totuși, compușii samariului pot rezista în mod semnificativ temperaturilor înalte (mai mari de 700 °C) fără să își piardă proprietățile lor magnetice. Izotopul radioactiv samariu-153 este componentul activ al compusului radiofarmaceutic samariu (153Sm) lexidronam (numit și Quadramet), care ucide celulele canceroase în cazul cancerului pulmonar, cancerului de prostată, cancerului mamar și în cazul osteosarcomului. Alt izotop, samariu-149, este prezintă o secțiune ridicată de captură eficace a neutronilor, motiv pentru este utilizat drept otravă neutronică în barele de siguranță și control ale reactorilor nucleari. De asemenea, el se formează ca produs de dezintegrare din timpul funcționării reactorului și este unul dintre factorii importanți luați în considerare în planul și în activitatea reactorului. Alte aplicații ale samariului includ cataliza reacțiilor chimice, datarea radioactivă și laserele cu raze X.

## Istorie
Descoperirea samariului și a altor elemente chimice a fost anunțată de unii savanți în cea de-a doua jumătate a secolului al IX-lea; totuși, cele mai multe surse îi dau prioritate chimistului francez Paul Émile Lecoq de Boisbaudran. Boisbaudran a izolat oxidul și/sau hidroxidul de samariu în Paris în 1879 din mineralul numit samarskit ((Y,Ce,U,Fe)3(Nb,Ta,Ti)5O16) și a identificat un nou element în acesta cu ajutorul liniilor de absorbție optică. Chimistul elvețian Marc Delafontaine a anunțat descoperirea unui nou element, decipiu (din latinescul decipiens ce înseamnă "înșelător, inducător în eroare") în 1878, dar mai târziu, între 1880 și 1881 a demonstrat că așa-zisul nou element era un amestec de elemente, dintre care unul era samariu. În ciuda faptului că samarskitul a fost descoperit în regiunile îndepărtate ale Rusiei din Munții Urali, spre sfârșitul anilor 1870, alte depozite din acest mineral au fost localizate și în multe alte locuri, făcând astfel mineralul disponibil pentru mulți cercetători. În special, a fost descoperit că samariul izolat de Boisbaudran a fost impur și conținea, de asemenea, cantități comparabile de europiu. Elementul pur a fost produs doar în 1901 de către Eugène-Anatole Demarçay.
Boisbaudran și-a denumit elementul samaria, după numele mineralului samarskit, care i-a adus onoarea lui Vasili Samarsky-Bykhovets (1803–1870). Samarsky-Bykhovets, ca Șef al Statului Major al Corpului de Inginerie Minieră din Rusia, avea acces acordat la doi mineralogi germani, anume la frații Gustav Rose și Heinrich Rose, pentru a studia eșantioane din acest mineral direct în Munții Urali. În acest sens, samariul a fost primul element chimic denumit după numele unei persoane. Mai târziu, denumirea de samaria utilizată de Boisbaudran a fost transformată în samarium, pentru a fi conform restului elementelor; în plus, astăzi samaria desemnează oxidul de samariu, prin analogie cu yttria, zirconia, alumina, ceria, holmia, etc. Simbolul sugerat pentru samariu a fost Sm; totuși un simbol alternativ, Sa a fost folosit frecvent până în anii 1920.
Precedent descoperirii tehnologiei de separare a schimbului de ioni din anii 1950, samariul nu avea nicio utilizare comercială în formă pură. Totuși, un rest din urma purificării cristalizării fracționale a neodimului conținea un amestec de samariu și gadoliniu care a primit numele de "Amestecul Lindsay" după denumirea companiei care îl fabrica. Se crede că acest material a fost folosit în tijele de protecție din cele mai timpurii reactori nucleari. În prezent, același produs este cunoscut sub denumirea de "samariu-europiu-gadoliniu" (SEG) concentrat. Acesta este preparat prin extracția solventului dintr-un amestec de lantanide izolate din bastnäsit (sau din monazit). Din moment ce lantanidele mai grele au o mai mare afinitate pentru solventul folosit, ele sunt ușor de extras din grămadă folosind proporții relativ mici de solvent.
Nu toți producătorii de pământuri rare care procesează bastnäsite fabrică la dimensiuni destul de mari pentru a putea continua mai departe cu separarea componentelor produsului SEG, care reprezintă de fapt doar unul sau două procente din zăcământul original. De aceea, asemenea producători vor face SEG-ul cu scopul de a-l putea comercializa unor procesatori specializați. În acest mod, conținutul valoros de europiu din zăcământ este salvat pentru a fi folosit în fabricarea fosforului. Purificarea samariului constă în îndepărtarea europiului. Din 2012, fiind la supraofertă, oxidul de samariul este mult mai ieftin pe scara comercială decât cum ar trebui să sugereze abundența sa naturală din zăcământ.

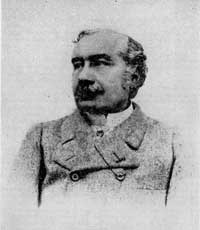
Paul Émile Lecoq de Boisbaudran, descoperitorul samariului

## Proprietăți fizice

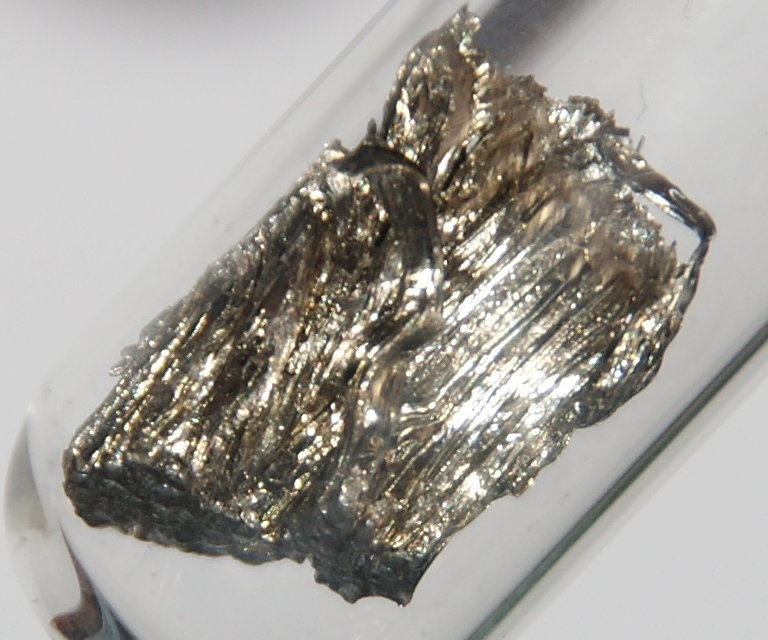
Samariul metalic are un aspect alb-argintiu

Samariul este un pământ rar, având duritatea și densitatea asemănătoare cu cea a zincului. Cu punctul de topire de 1794 °C, samariul este al treilea cel mai volatil lantanid după yterbiu și europiu; această proprietate facilitează separarea samariului din minereu. În condiții normale, samariul are în mod normal structura trigonală (forma α). Supus încălzirii la 731 °C, simetria cristalelor de samariu se schimbă în hexagonală compactă; totuși, temperatura de tranziție depinde de puritatea metalului. Încălzirea la 922 °C duce metalul într-o formă cristalină cubică cu fețe centrate. Încălzirea la 300 °C combinată cu comprimarea la 40 de kbari rezultă într-o structură hexagonală compactă cu două fețe. Aplicând o presiune mai mare de ordinul a sute sau mii de kilobari apare o serie de transformări ale fazelor cristalelor, mai ales faza tetragonală, ce apare la aproximativ 900 kbari. Într-un studiu a rezultat că faza hexagonală compactă cu două fețe poate fi produsă fără compresie, folosind un regim de coacere neechilibrată cu schimb de temperatură rapid între limita de 400 °C și 700 °C. Astfel se poate confirma caracterul tranzitiv acestei faze a samariului. De asemenea, pojghițele subțiri de samariu obținute prin depunerea de vapori ar putea conține fazele hexagonale compacte și hexagonale compacte cu două fețe în condiții ambiante.
Samariul (și sescvioxidul său)  sunt paramagnetici la temperatura camerei. Momentele magnetice efective corespunzătoare acestora, mai mici de 2 µB, sunt pe locul al treilea printre lantanide (și oxizii lor), după lantan și lutețiu. Metalul devine antiferomagnetic supus încălzirii la 14,8 K. Atomii individuali de samariu pot fi izolați prin încapsularea lor printre molecule de fulerenă. De asemenea, atomii pot fi dopați între moleculele de C60 din fulerenele solid, făcându-l superconductiv la temperaturi mai joase de 8 K. Doparea samariului cu superconductori pe bază de fier -care constituie cea mai recentă clasă de supercondutori de temperatură înaltă descoperiți- permite sporirea temperaturii lor de tranziție la 56 K, care este cea mai mare valoare atinsă până acum în această serie.

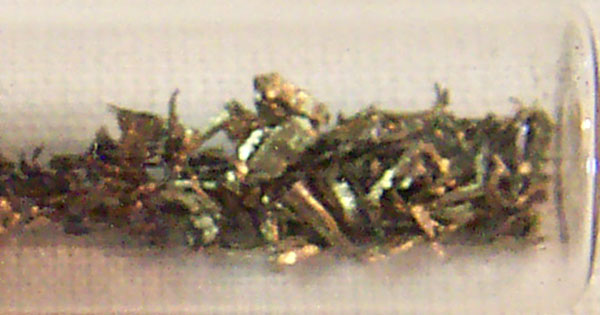
Eșantion de samariu; se poate observa culoarea și luciul metalic al acestuia.

## Proprietăți chimice
Samariul are valența +2 și +3, iar electronegativitatea sa este de 1,17. Samariul proaspăt preparat are un luciu argintiu. În aer, samariul se oxidează lent la temperatura camerei și se aprinde în mod spontan la 150 °C. Chiar și păstrat sub ulei mineral, samariul se oxidează progresiv și prinde la suprafață o pojghiță de culoare gri-gălbuie datorată formării amestecului de oxid-hidroxid. Aspectul metalic al unei probe poate fi conservat prin sigilarea sa sub un gaz inert ca argonul.
Samariul este complet electropozitiv și reacționează lent cu apa rece și foarte repede cu cea fierbinte pentru a forma hidroxidul de samariu:
{\displaystyle \mathrm {2Sm+6H_{2}O\longrightarrow 2Sm(OH)_{3}+3H_{2}} }
Samariul se dizolvă repede în acid sulfuric diluat pentru a forma o soluție ce conține ioni de samariu (III) de culoare galbenă-vernil , care există sub formă de complecși [Sm(OH2)9]3+:
{\displaystyle \mathrm {2Sm+3H_{2}SO_{4}\longrightarrow 2Sm^{3+}+3SO_{4}^{2-}+3H_{2}} }
Samariul este unul dintre singurele lantanide care prezintă starea de oxidare +2. Ionii Sm 2+ sunt roșii-sângerii în soluție.

Straturile electronice ale atomului de samariu

## Compuși
| Formulă | Culoare    | Simetrie   | Grup spațial | Nr. | Simbol Pearson | a (pm) | b (pm) | c (pm) | Z  | Densitate, g/cm3 |
| ------- | ---------- | ---------- | ------------ | --- | -------------- | ------ | ------ | ------ | -- | ---------------- |
| Sm      | argintie   | trigonal   | R3m          | 166 | hR9            | 362.9  | 362.9  | 2621.3 | 9  | 7.52             |
| Sm      | argintie   | hexagonal  | P63/mmc      | 194 | hP4            | 362    | 362    | 1168   | 4  | 7.54             |
| Sm      | argintie   | tetragonal | I4/mmm       | 139 | tI2            | 240.2  | 240.2  | 423.1  | 2  | 20.46            |
| SmO     | aurie      | cubic      | Fm3m         | 225 | cF8            | 494.3  | 494.3  | 494.3  | 4  | 9.15             |
| Sm2O3   |            | trigonal   | P3m1         | 164 | hP5            | 377.8  | 377.8  | 594    | 1  | 7.89             |
| Sm2O3   |            | monoclinic | C2/m         | 12  | mS30           | 1418   | 362.4  | 885.5  | 6  | 7.76             |
| Sm2O3   |            | cubic      | Ia3          | 206 | cI80           | 1093   | 1093   | 1093   | 16 | 7.1              |
| SmH2    |            | cubic      | Fm3m         | 225 | cF12           | 537.73 | 537.73 | 537.73 | 4  | 6.51             |
| SmH3    |            | hexagonal  | P3c1         | 165 | hP24           | 377.1  | 377.1  | 667.2  | 6  |                  |
| Sm2B5   | gri        | monoclinic | P21/c        | 14  | mP28           | 717.9  | 718    | 720.5  | 4  | 6.49             |
| SmB2    |            | hexagonal  | P6/mmm       | 191 | hP3            | 331    | 331    | 401.9  | 1  | 7.49             |
| SmB4    |            | tetragonal | P4/mbm       | 127 | tP20           | 717.9  | 717.9  | 406.7  | 4  | 6.14             |
| SmB6    |            | cubic      | Pm3m         | 221 | cP7            | 413.4  | 413.4  | 413.4  | 1  | 5.06             |
| SmB66   |            | cubic      | Fm3c         | 226 | cF1936         | 2348.7 | 2348.7 | 2348.7 | 24 | 2.66             |
| Sm2C3   |            | cubic      | I43d         | 220 | cI40           | 839.89 | 839.89 | 839.89 | 8  | 7.55             |
| SmC2    |            | tetragonal | I4/mmm       | 139 | tI6            | 377    | 377    | 633.1  | 2  | 6.44             |
| SmF2    | violet     | cubic      | Fm3m         | 225 | cF12           | 587.1  | 587.1  | 587.1  | 4  | 6.18             |
| SmF3    | albă       | ortorombic | Pnma         | 62  | oP16           | 667.22 | 705.85 | 440.43 | 4  | 6.64             |
| SmCl2   | maro       | ortorombic | Pnma         | 62  | oP12           | 756.28 | 450.77 | 901.09 | 4  | 4.79             |
| SmCl3   | galbenă    | hexagonal  | P63/m        | 176 | hP8            | 737.33 | 737.33 | 416.84 | 2  | 4.35             |
| SmBr2   | maro       | ortorombic | Pnma         | 62  | oP12           | 797.7  | 475.4  | 950.6  | 4  | 5.72             |
| SmBr3   | galbenă    | ortorombic | Cmcm         | 63  | oS16           | 404    | 1265   | 908    | 2  | 5.58             |
| SmI2    | verde      | monoclinic | P21/c        | 14  | mP12           |        |        |        |    |                  |
| SmI3    | portocalie | trigonal   | R3           | 63  | hR24           | 749    | 749    | 2080   | 6  | 5.24             |
| SmN     |            | cubic      | Fm3m         | 225 | cF8            | 357    | 357    | 357    | 4  | 8.48             |
| SmP     |            | cubic      | Fm3m         | 225 | cF8            | 576    | 576    | 576    | 4  | 6.3              |
| SmAs    |            | cubic      | Fm3m         | 225 | cF8            | 591.5  | 591.5  | 591.5  | 4  | 7.23             |

### Oxizi
Cel mai stabil oxid al samariului este sescvioxidul  Sm2O3. Ca mulți alți compuși ai samariului, oxidul se poate afla în câteva faze cristaline. Forma trigonală este obținută prin răcirea lentă după topire. Punctul de topire al Sm2O3 este oarecum ridicat și adesea nu poate fi atins doar prin încălzire directă, dar acest lucru este posibil cu ajutorul încălzirii prin inducție, printr-o bobină de radio-frecvență. Monocristalele monoclinice de Sm2O3 pot fi obținute din pulbere policristalină tratată în arc electric (Procedeul Verneuil), care produce semifabricate cilindrice de câțiva centimetri lungime și de aproximativ un centimetru în diametru. Semifabricatele sunt transparente doar în absența impurităților și a defectelor cristaline, altfel fiind portocalii. Prin încălzire la 1900 °C, Sm2O3 metastabil (trigonală) se transformă într-o fază monoclinică. De asemenea,  a mai fost descrisă și o fază a Sm2O3 cubică.
Samariul este unul dintre cele câteva lantanide care formează un monoxid, SmO. Acest compus lucios galben-auriu a fost obținut prin reducerea Sm2O3 cu samariul metalic la temperaturi ridicate de 1000 °C și presiune mai mari de 50 kbari; micșorarea presiunii rezultă într-o reacție incompletă. SmO are structura cristalină cubică.

### Calcogenuri
Samariul formează sulfura, seleniura și telurura trivalentă, însă și calcogenurile divalente SmS, SmSe și SmTe cu sistemul cristalin cubic sunt cunoscute. Aceștia sunt remarcabili prin abilitatea de a-și schimba starea de semiconductor în cea metalică atunci când se aplică presiune asupra lor. Întrucât tranziția este continuă și apare la limita dintre 20 și 30 de kbari în cazul SmSe ȘI SmTe, ea este bruscă pentru SmS și apare doar la 6,5 kbari. Acest efect rezultă într-un schimb coloristic spectaculos pentru SmS de la negru la galben auriu dacă cristalele sau pojghița făcută este zgâriată sau lustruită. Tranziția nu modifică  simetria rețelei cristaline, chiar dacă are loc o descreștere (de aproximativ 15%) a volumului cristalului. SmS prezintă histerezis, adică atunci când presiunea este eliberată până la 0,4 kbari, compusul revine la starea de semiconductor.

### Halogenuri

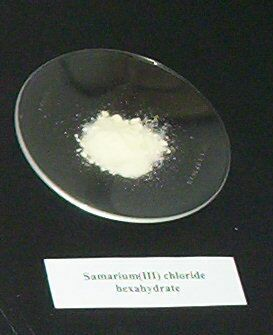
Clorură de samariu (III) pe o sticlă de ceas.

Samariul metalic reacționează cu halogenii (fluor, clor, brom și iod) pentru a forma halogenuri trivalente:
{\displaystyle \mathrm {2Sm+3X_{2}\longrightarrow 2SmX_{3}} }
, unde X poate fi orice halogen menționat.
Reducerea acestora cu samariu, litiu sau sodiu metalic la temperaturi ridicate (de aproximativ 700-900 °C) produce halogenuri divalente. Diiodura de samariu poate fi preparată prin încălzirea triiodurii, SmI3, sau prin reacționarea samariului cu 1,2-diiodoetan în tetrahidrofuran anhidru la temperatura camerei:
{\displaystyle \mathrm {Sm+ICH_{2}-CH_{2}I\longrightarrow SmI_{2}+CH_{2}=CH_{2}} }
De asemenea, reducerea produce numeroase halogenuri nestoichiometrice ale samariului cu o structură cristalină bine definită, cum ar fi Sm3F7, Sm14F33, Sm27F64, Sm11Br24, Sm5Br11 și Sm6Br13
Cum se poate observa și în tabelul de mai sus, halogenurile samariului își schimbă structura cristalină când atomul unui tip de halogen este substituit de către altul; acesta este un comportament mai puțin compun pentru multe elemente, printre care se numără și actinidele. Majoritatea halogenurilor au două stări cristaline majore pentru o singură compoziție, una dintre ele fiind semnificativ mai stabilă, iar cea de a doua fiind metastabilă. Ultima fază este formată prin comprimare sau încălzire, urmată de schimbarea condițiilor ambientale. De exemplu, comprimând obișnuita diiodură de samariu monoclinică și eliberând presiunea, se obține o structură ortorombică (cu densitatea de 5,90 g/cm3) asemănătoare cu cea a clorurii de plumb PbCl2. Aceleași rezultate se obțin și în cazul triiodurii de samariu (cu densitatea de 5,97 g/cm3).

### Boruri
Pudrele de sintetizare din oxid de samariu și bor, în vid, produc o nouă pudră ce conține câteva boruri de samariu al căror raport de volum poate fi controlat prin intermediul proporțiilor din amestec. Pudra poate fi convertită în cristale mai mare al unei boruri de samariu folosindu-se metoda topirii cu arc sau metoda zonei de topire, bazându-se pe temperaturile de cristalizare diferite ale SmB6 (2580 °C), SmB4 (cam 2300 °C) și SmB66 (2150 °C). Toate aceste materiale sunt dure, sfărâmicioase, solide, de culoare negre-gri și cu duritatea crescând odată cu conținutul de bor din compus. Diborura de samariu este prea volatilă pentru a fi produsă prin aceste metode și are nevoie de presiune mare, de aproximativ 65 kbari, și temperaturi între 1140 și 1240 °C pentru ca creșterea să-i fie stabilizată. Creșterea temperaturii rezultă cu formarea preferențială a SmB6. Hexaborura de samariu este un compus tipic cu valență intermediară; în acesta, samariul este prezent sub două forme ionice: Sm2+ și Sm3+ în raportul 3:7.

### Alți compuși anorganici

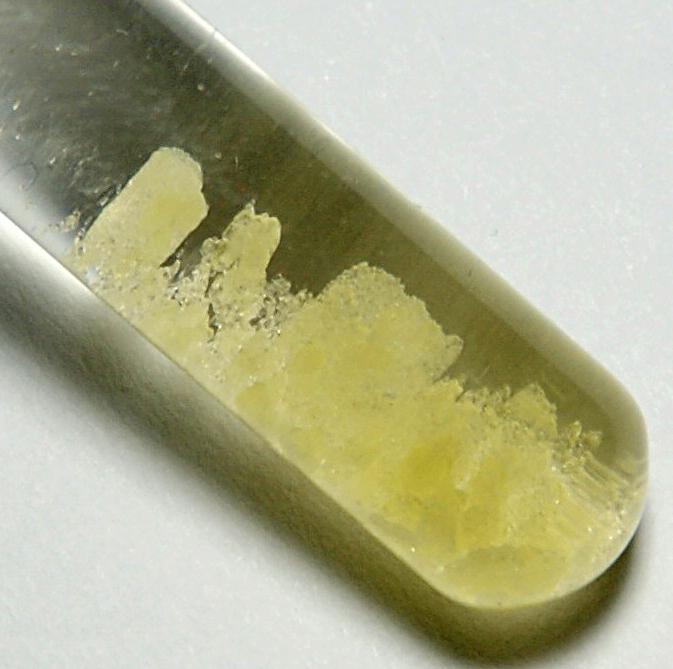
Sulfat de samariu, Sm_{2}(SO_{4})_{3}

Carburile de samariu sunt preparate prin topirea unui amestec de grafit-metal într-o atmosferă inertă. După sinteză, acestea sunt instabile în aer și așadar sunt studiate doar sub atmosfere inerte. Monofosfura de samariu SmP este un semiconductor asemănător siliciului cu conductivitate electrică mare de tipul n. Aceasta poate fi preparată prin coacerea la 1100 °C a unei capsule de cuarț ce conține un amestec de pudre de fosfor și samariu. Fosforul este foarte volatil la temperaturi mari și poate exploda, astfel rata de creștere a temperaturii trebuie să fie mai mică de 1 °C/minut. Aceeași procedură este folosită pentru monoarseniura SmAs, dar temperatura de sinteză este mai mare de 1800 °C.
Un număr mare de compuși binari ai samariului cu siliciul, germaniul, staniul, plumbul, stibiul sau telurul sunt cunoscuți, iar altă grupă formează aliajele metalice. Toți aceștia sunt preparați prin coacerea amestecurilor de pudre ale diferitelor elemente în parte, iar mulți compuși rezultați sunt non-stoichiometrici și au compoziția nominală SmaXb, unde raportul b/a variază între 0,5 și 3.
Se cunoaște că acetilacetonatul de samariu (III) reacționează cu unul dintre acizii organofosfinici (acid difenilfosfinic, acid difeniltiofosfinic sau acid difenilditiofosfinic), iar reacția are loc pe o perioadă de timp de 2 ore. Se obțin în urma reacției următorii compuși ai samariului, difenilfosfinatul, difeniltiofosfinatul și difenilditiofosfinatul de samariu (III), care sunt substanțe solide, de culoare galbenă, greu solubili în solvenți organici și insolubili în apă. Temperaturile de descompunere ale acestor compuși sunt în ordine 486, 403 și 385 °C.

### Compuși organometalici
Samariul formează o ciclipentadienă, Sm(C5H5)3, și cloroderivații acesteia: Sm(C5H5)2Cl și Sm(C5H5)Cl2. Aceștia pot fi preparați prin reacționarea triclorurii de samariu cu NaC5H5 în tetrahidrofuran. Cloroderivatul Sm(C5H5)2Cl are o structură de dimer, care este mai clar exprimată astfel: (η5-C5H5)2Sm(µ-Cl)2(η5-C5H5)2. Aici, legăturile de clor pot di înlocuite, de exemplu, de atomi de iod, hidrogen sau azot ori de către grupe CN.
Ionul (C5H5)– din ciclopentadienidele de samariu poate fi înlocuit de inele de (C9H7)– sau de (C8H8)2–, rezultatul fiind Sm(C9H7)3 sau KSm(η8-C8H8)2. Cel din urmă are o structură similară cu cea a uranocenului. Există și o ciclopentadienidă a samariului divalent, Sm(C5H5)2 – un solid ce sublimă la aproximativ 85 °C. Contrar ferocenului, inelele de C5H5 din Sm(C5H5)2 nu sunt paralele înclinate la 40°.
Alchilii și arilii de samariu sunt obținuți cu ajutorul metatezei în tetrahidrofuran sau eter:
{\displaystyle \mathrm {SmCl_{3}+3LiR\longrightarrow SmR_{3}+3LiCl} }
{\displaystyle \mathrm {Sm(OR)_{3}+3LiCH(SiMe_{3})_{2}\longrightarrow Sm{CH(SiMe_{3})_{2}}_{3}+3LiOR} }
Aici este o grupă de hidrocarbură, iar Me stă pentru metil.

## Izotopi
Samariul din natură are o radioactivitate de 128 Bq/g. Acesta este răspândit în natură sub forma a patru izotopi stabili: 144Sm, 150Sm, 152Sm și 154Sm, și a trei radioizotopi de viață lungă: 147Sm (timpul de înjumătățire t½ = 1.06×1011 ani), 148Sm (7×1015 ani) și 149Sm (>2×1015 ani); dintre aceștia, 152Sm este cel mai abundent izotop (cu abundența naturală de 26,75%). 149Sm este listat de multe surse fie ca stabil, fie ca radioactiv.
Izotopii cu viață lungă, 146Sm, 147Sm și 148Sm, se descompun în mare prin dezintegrare alfa, iar produsul de dezintegrare este un izotop de neodim, în fiecare caz. Alți izotopi mai puțin instabili ai samariului se dezintegrează prin captură de electroni în izotopi ai promețiului, în timp ce aceia mai instabili se dezintegrează în izotopi ai europiului cu emisii de particule beta.
Dezintegrarea alfa a 147Sm și produsul de dezintegrare 143Nd cu un timp de înjumătățire de of 1.06×1011 ani este folosită pentru datatrea cu samariu-neodim.
Timpii de înjumătățire ai 151Sm și 145Sm sunt de 90 de ani și respectiv 340 de zile. Ceilalți radioizotopi au perioadele de înjumătățire mai mici de două zile, iar majoritatea dintre perioade pentru unii izotopi nu este mai mare de 48 de secunde. De asemenea, samariul are și cinci izomeri nucleari, cei mai stabili fiind 141mSm (cu t½ de 22,6 minute), 143m1Sm (cu t½ de 66 secunde) și 139mSm (cu t½ de 10,7 secunde).

## Răspândire și producție

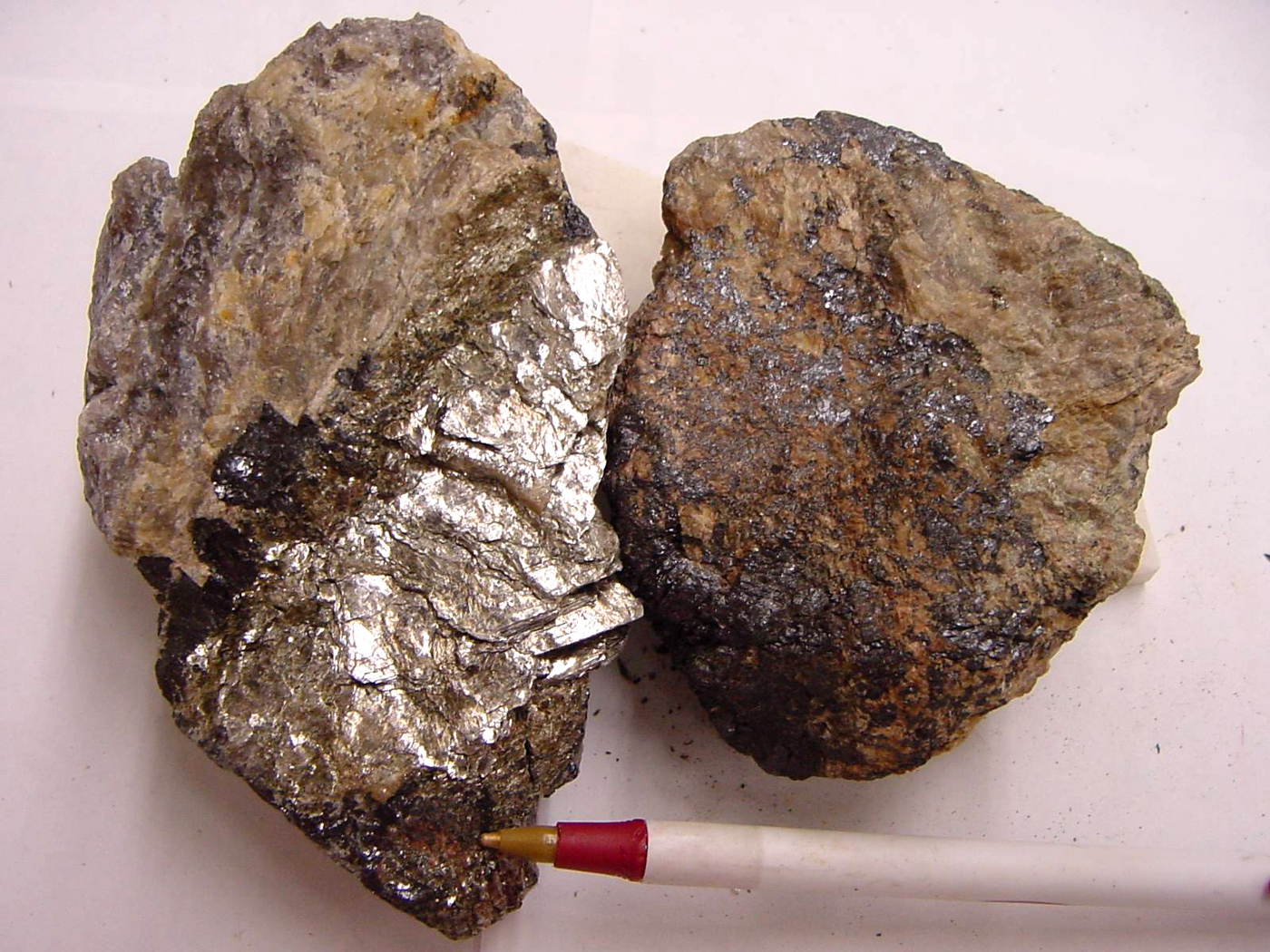
Samarskit, mineralul din care este extras samariul

Cu concentrația medie de aproximativ 8 părți pe milion (~8 ppm), samariul este al 40-lea element ca abundență din crusta Pământului. Este al cincilea lantanid ca abundență și este mult mai comun chiar decât staniul. Concentrația samariului în soluri variază între 2 și 23 de ppm, iar oceanele conțin aproximativ 0,5-0,8 părți pe trilion. Distribuția samariului în sol depinde foarte mult de starea chimică a acestuia și este foarte neomogenă: în solurile nisipoase, concentrația de samariu este de aproape 200 de ori mai mare la suprafață decât din apa prinsă în sol, iar acest raport poate depăși 1000 în solurile argiloase.
Samariul nu se găsește liber în natură, dar, ca și alte pământuri rare, este conținut de multe minerale, printre care se numără monazitul, bastnäsitul, ceritul, gadolinitul și samarskitul; monazitul (în care samariul apare în concentrații de 2,8% sau mai mari)  și bastnäsitul sunt utilizate pe larg ca surse comerciale. Resursele mondiale de samariul sunt estimate la două milioane de tone. Acestea sunt localizate în mare parte în China, Statele Unite, India, Sri Lanka și Australia, iar producția anuală este de 700 de tone. Raportul de producție al fiecărui stat este de obicei dat pentru toate pământurile rare combinate. De departe, China are cea mai mare producție cu 120 000 de tone exploatate pe an; după China urmează Statele Unite, cu aproximativ 5 000 de tone pe an, și India , cu 2 700 de tone pe an. 
 De obicei, samariul este vândut sub formă de oxid, care la prețul de piață de aproximativ 30 dolari per kilogram este cel mai ieftin pentru toți oxizii de lantanide. Întrucât mischmetalul -un amestec de pământuri rare ce conține aproximativ 1% samariu - a fost mult timp folosit, samariul relativ pur a fost izolat doar recent, cu ajutorul procedeelor schimbării de ioni, tehnicilor extracției de solvent și depunerii electrochimice. Metalul este adesea preparat prin electroliza unei topituri de clorură de samariu (III) și clorură de sodiu sau clorură de calciu. De asemenea, metalul poate fi obținut prin reducerea oxidului său cu lantan. Apoi, produsul este distilat pentru separarea samariului (cu punctul de fierbere de 1794 °C) și lantanului (cu punctul de fierbere de 3464 °C).
Samariul-151 este produs prin fisiunea nucleară a uraniului, ceea ce reprezintă 0,4% din numărul total de fisiuni nucleare. De asemenea, el mai este sintetizat prin capturarea neutronilor de către izotopul samariu-149, care este adăugat barelor de protecție din reactorii nucleari. În consecință, samariul-151 este prezent în combustibil nuclear uzat și în deșeurile radioactive.

## Aplicații

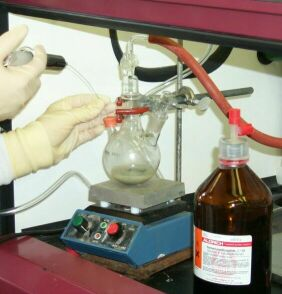
Reacția Barbier utilizând SmI_{2}

Una dintre cele mai importante utilizări ale samariului este magnetul din samariu-cobalt, care are compoziția nominală SmCo5 or Sm2Co17. Acest magnet are o magnetizare permanentă ridicată, care reprezintă de aproximativ 10 000 de ori valoarea fierului, fiind inferior doar magnetului din neodim. Totuși, magneții din samariu au rezistență mai mare la demagnetizare, din moment ce sunt stabili la temperaturi mai mari de 700 %C (față de cei din neodim ce rezistă doar până la 300-400 °C). Acești magneți sunt utilizați în motoarele electromagnetice mici, în căștile de telefon, în instrumente medicale detectoare și în diferite instrumente muzicale. Există și alte domenii de utilizare a acestor magneți, cum ar fi: microelectronica, industria de armament, generatoare (și generatoare eoliene) și în radare.
De asemenea, samariul are și alte utilizări; elementul, împreună cu compușii său, sunt folosiți ca și catalizatori și ca reactivi chimici. Acești reactivi pe bază de samariu ajută la descompunerea materialelor plastice, la decloruarea poluanților ca bifenilii policlorurați și la deshidratarea și deshidrogenarea etanolului. Triflatul de samariu (III) (Sm(OTf)3, care înseamnă Sm(CF3SO3)3) este unul dintre cei mai eficienți acizi Lewis pentru o reacție Friedel–Crafts a halogenilor cu alchenele. Iodura de samariu (II) este un agent reducător destul de utilizat în sinteza organică, ca și în cazul reacției Barbier.
În obișnuita forma sa oxidată, samariul este adăugat în materiale ceramice și în sticlă unde ajută la absorbția luminii infraroșii. Ca parte minoră a mischmetalului, samariul este găsit în dispozitivele de aprindere ale unor brichete și ale unor torțe.
Samariul-153 radioactiv emite radiații beta și are un timp de înjumătățire de 46,3 ore. Acesta este folosit pentru distrugerea celulelor canceroase în tratamentul de cancerul pulmonar, cancerul de prostată, cancerul la sân și în osteosarcomă. De aceea, samariul-153 este chelat cu etilen diamin tetrametilen fosfonat (EDTMP) sau cu alți compuși fosfonați similari și apoi injectat intravenos. Chelarea previne acumularea de samariu radioactiv în corp, care ar rezulta în iradierea excesivă a acestuia și în generarea unor noi celule canceroase. Compusul radiofarmaceutic respectiv mai are câteva denumiri, printre care samariu (153Sm) lexidronam și numele de Quadramet.
Samariul-149 este utilizat ca otravă neutronică în barele de siguranță și control din reactorii nucleari. Față de alte metale folosite în acest proces, ca borul și cadmiul,  samariul-149 are un avantaj, anume stabilitatea absorbției. De asemenea, majoritatea produșilor de dezintegrare al acestui izotop sunt tot izotopi de samariu, care au aceleași proprietăți de absorbție a neutronilor.

Structura chimică a Sm-EDTMP

O utilizare a samariului mai modernă este în datarea samariu-neodim. Dintre cei izotopi radioactivi ai samariului, 148Sm și 149Sm au un timp de înjumătățire prea mare pentru această utilizare, așa că izotopul folosit este 147Sm. Timpul de înjumătățire al celui din urmă (106 miliarde de ani) este suficient de scurt pentru a produce schimbări în nivelurile elementului produs prin dezintegrare (143Nd) în câteva milioane de ani.

## Metabolism și toxicologie
Samariul metalic nu are niciun rol biologic în corpul uman. Sărurile sale stimulează metabolismul, dar nu este clar dacă acest efect este cauza samariului sau a altor lantanide care sunt prezente cu acest element. Cantitatea totală de samariu într-un adult este de aproximativ 50 de micrograme, cele mai mari cantități aflându-se în ficat și în rinichi, iar în sânge există dizolvate cam 8 micrograme de samariu pe litru. Samariul nu este absorbit de către plante într-o concentrație măsurabilă așa că nu face parte din dieta umană în mod normal. Totuși, unele plante și legume pot conține mai mult de o parte pe milion de samariu. Sărurile insolubile de samariu sunt non-toxice și doar cele solubile sunt ușor toxice.
Când sunt ingerate, doar 0,05% din sărurile de samariu ajung în fluxul sanguin iar restul sunt eliminate prin excreție. Din sânge, cam 45% ajung în ficat și 45% sunt depozitate la suprafața oaselor, unde rămâne în jur de 10 ani; restul de 10% este eliminat prin excreție.